# Rudolf von Löwenstein
Rudolf von Löwenstein (* um 1298; † um 1332) war ab 1318 Graf von Löwenstein.

## Herkunft
Rudolf von Löwenstein war der drittälteste Sohn von Graf Albrecht von Löwenstein-Schenkenberg und seiner Gemahlin Luitgard von Bolanden sowie ein Enkel von Rudolf I., dem ersten römisch-deutschen König aus dem Geschlecht der Habsburger.

## Leben
Rudolf von Löwenstein trat erstmals am 2. September 1309 urkundlich in Erscheinung. In seiner Kindheits- und Jugendzeit musste er den Jahrzehnte andauernden Niedergang der Grafschaft Löwenstein nach dem Ableben seines Vaters miterleben. Durch den frühen Tod seines Bruders Philipp geriet die Grafschaft aufgrund der aggressiven Expansionspolitik des Grafen Eberhard von Württemberg in eine existenzielle Notlage. Seine Mutter Luitgard, die für ihren noch unmündigen Sohn die Regentschaft ausübte, konnte die territoriale Integrität der Grafschaft nur durch die Unterstützung der Markgrafen von Baden sichern. Um das Jahr 1315 ging Luitgard schließlich die Ehe mit Markgraf Rudolf IV. ein, der somit zum Stiefvater des jungen Grafen wurde. Unmittelbar nach der Eheschließung gliederte Rudolf IV. Löwenstein in sein Herrschaftsgebiet ein und enthielt mit dieser Vorgehensweise dem noch immer unmündigen Stiefsohn sein Erbe vor. Als der Markgraf jedoch dazu überging, seine Ehefrau ungütlich zu behandeln und ihr Leid und Ungnade zuzufügen – sie also körperlich misshandelte und demütigte – ergriff Rudolfs jüngerer Bruder Nikolaus die Initiative. Beide Brüder nahmen den Markgrafen von Baden gefangen und inhaftierten ihn auf der Burg Löwenstein – eine Tat, für die es angesichts der Macht und des Einflusses der Markgrafen von Baden einigen Mutes bedurfte. Erst am 13. Januar 1318 gelang es Rudolf IV. durch die urkundlich verbriefte Rückgabe der Grafschaft Löwenstein an Rudolf und Nikolaus sowie die Beeidung der Urfehde, seine Freiheit wieder zu erlangen. Die offizielle Belehnung von Rudolf mit der Grafschaft Löwenstein erfolgte erst am 7. Oktober 1328 durch Kaiser Ludwig den Bayer – vermutlich aufgrund der langanhaltenden Unterstützung der Thronansprüche seines Vetters Friedrich des Schönen gegenüber dem Wittelsbacher. Nach der alleinigen Übernahme der königlichen Regentschaft durch Ludwig begleitete Rudolf von Löwenstein den Wittelsbacher auf dessen Italienzug (1327–1330) – eine königliche Urkunde vom 7. Oktober 1328 erwähnt ihn im Gefolge Ludwigs im toskanischen Lucca.
Gemeinhin geht die Forschung davon aus, dass die beiden Brüder das Grafenamt gemeinsam ausübten – die Häufigkeit seiner Namensnennung in den erhaltenen Dokumenten deutet jedoch auf eine Vorrangigkeit des aktiveren Nikolaus gegenüber Rudolf hin. Ab dem 16. März 1332 wird schließlich nur noch Nikolaus als Graf erwähnt – offenkundig war Rudolf zu diesem Zeitpunkt bereits verstorben.

## Familie
Rudolf von Löwenstein hatte noch weitere Geschwister:
- Anna (* um 1285; † um 13. Mai 1338). Verheiratet mit Graf Ulrich II. von Asperg.
- Luitgard. Nonne im Kloster Lichtenstern.
- Ita. Nonne im Kloster Lichtenstern.
- Philipp (* 1290; † 1310). Graf von Löwenstein.
- Albrecht († vor 25. April 1320 in Murrhardt). Vermutlich Abt des Klosters St. Januarius in Murrhardt.
- Nikolaus (* um 1300; † 13. März 1339). Graf von Löwenstein.
- Gerhard (* um 1301; † 1325). Domherr in Speyer.